# Dicranum perichaetiale
Dicranum perichaetiale là một loài Rêu trong họ Dicranaceae. Loài này được (P. Beauv.) Brid. mô tả khoa học đầu tiên năm 1806.